# Speocera troglobia
Speocera troglobia is een spinnensoort uit de familie Ochyroceratidae. De soort komt voor in Thailand.